# Hafiz Osman

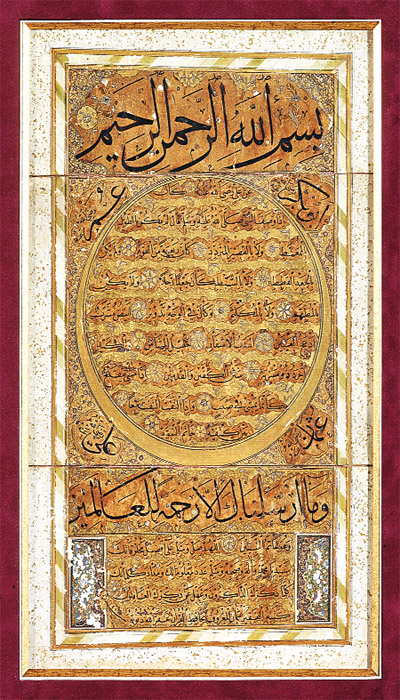
Hilye van Hafiz Osman (1692)

Hafiz Osman (gestorven 1698) was een Ottomaans kalligraaf werkzaam aan het hof van de Ottomaanse sultans.
Osman wordt beschouwd als een van de grootste Ottomaanse kalligrafen en droeg bij aan de ontwikkeling van de hilye (Arabisch: hilya) als kunstvorm. Omdat er in de islam een verbod geldt op het afbeelden van de profeet Mohammed, wordt in een hilye een abstract portret van hem gemaakt. Het gaat om een omschrijving van zijn fysieke kenmerken. Enkele hilye geschreven door Hafiz Osman worden bewaard in het Topkapipaleis in Istanboel.